# 三井信雄
三井 信雄（みい のぶお、1931年7月4日 - 2015年7月14日）は、日本出身の技術者、技術系管理者を経て、実業家。NHKで番組編成補助・自動送出などのコンピュータ化を行い、IBMで技術系部門の高級管理者として活躍し、IBM退社後には技術系投資ファンドを管理。

## 生まれ
福岡県に生まれる。大叔父には日産自動車第二代社長の村上正輔がいる。

## 教育
1946年、旧制中学時代の福岡県立修猷館高等学校に入学（在学中に高等学校へ改制）。この頃、駐留米軍相手にラジオ修理をすることで戦後の窮乏をしのいでいたが、このために頻繁に出入りした米軍基地にあった英語の本や雑誌などから、テレビやアマチュア無線、通信機などの仕組みを独学で理解し、一方で米国人と会話することで英語に親しんだ。1949年、修猷館の無線研究部（現・無線部）部長となり、テレビ受像機の製作に部として取り組む。福岡市の油山に打ち捨ててあった旧日本軍の通信施設の残骸や、アメリカ駐留軍の廃材等から部品を拾い集め、参考にする資料など皆無だったが、NHK技術研究所を訪れる機会があり高柳健次郎による技術資料を入手、同時期同じくテレビ受像機の製作を目指していたNHK福岡放送局、九州大学工学部に競り勝ち、同年9月26日に画像の電送（撮像機も設計から製作している）に成功して、九州初のテレビ受像機の製作（レーダー用のグリーンCRTを利用した）を成し遂げる。この快挙を、西日本新聞は号外で報じている。このテレビ受像機は同年開催された「西日本発明と模型工作展覧会」に出品され、文部大臣賞を受賞している。修猷館の同期の親友には、後に京都府知事となる荒巻禎一がいる。
その後、九州大学工学部通信工学科に進学し、在学中は九州におけるアマチュア無線のパイオニアとして活躍。1953年6月に九州北部を襲い甚大な被害をもたらした「昭和28年西日本水害」に際しては、被災地区の有線系統が全て不通となったため、関係各局との交渉の末、九州電波監理局長の許可を得て、日本初のアマチュア無線を使用した非常通信を行っている。

## キャリア

### NHKにて
1955年、九州大学を卒業しNHK放送技術研究所に入局。その半年後には米国への留学を命ぜられ、コロンビア大学において1年間トランジスタの研究を行う。帰国後、NHKにおいてテレビの技術革新に務め、中継放送用の無線送信可能な携帯用テレビカメラ「ウォーキー・ルッキー」を開発している。
1961年、NHKはコンピュータ導入による合理化に着手することになり、三井もそのプロジェクトの一員に選ばれる。このプロジェクト・メンバーには、後にNHK会長となるプロデューサーの川口幹夫、ディレクターの和田勉、後にノンフィクション作家となる記者の柳田邦男もいた。プロジェクト発足当初から三井は使用するコンピュータにIBM機を選定し、1968年、プロジェクト・リーダーの一人として、IBMの「システム／360」と「1800システム」（アナログ・ディジタル変換用）を使用した、①スケジュール管理　②制作に必要な機材割当て　③番組の自動送出の機能を備えた「番組技術システム（通称：TOPICS（Total Online Program and Information Control System））」を始動させる。

### IBMにて
NHKのプロジェクトを通じてIBMとのつながりができ、IBMのゼネラル・マネジャーであったボブ・エバンズにヘッドハンティングされる。1969年、便宜上日本IBMに入社して籍を置き、一週間後にはIBM Corporation（米国IBM）のFSD（Federal Systems Division）に配属される。FSDではアポロ計画におけるプログラム開発に携わる。
1971年、同社ラーレイ研究所のSCD（System Communications Division）のオペレーション担当マネジャーとなり、後にIBMのメインフレームにおける標準の通信システム体系となるSNA（Systems Network Architecture）に基づく通信システムおよび機器の開発に携わる。
1973年、日本IBMの藤沢研究所（当時は日本IBM研究所）所長に就任し、本格的な日本語処理の開発に取り組み、JISコードを策定している。また、世界向けGemstone（宝石）低価格端末機シリーズにも取り組み、これは後にIBM 3101、IBM 3104（IBM 5250サブシステム）、IBM 3178/3179（IBM 3270サブシステム）などの表示装置として発表・出荷された。
1980年1月、ラーレイ研究所SCDのバイス・プレジデント兼ゼネラル・マネジャーに就任し、その工場に日本式の品質管理方式を取り入れ生産性向上に成功する。この頃、当時IBM PC用OSとしてMS-DOSを採用する件でIBMと接触があった、ビル・ゲイツと出会う。これはIBM PC DOSとなった。その後もビル・ゲイツとの親交は続いている。
1982年3月、日本IBMの常務取締役に就任。1983年、日本IBMにおいてアジア・太平洋地域における開発製造戦略を統括する組織である「APTO（Asia Pacific Technical Operations）」が新設され、同社常務取締役開発・製造・事業推進担当としてそのトップとなり、大和研究所、野洲研究所、東京基礎研究所を設立する。この頃、コンピュータは今後必ず小型化の方向へ向かうと確信して、パーソナル・コンピュータの開発を推進し、これが1989年の日本IBMによる「ThinkPad」の開発・製造へと繋がっていく。
1984年5月、専務取締役を経て、1990年4月、日本IBM副社長に就任。当時の社長椎名武雄、副社長本林理郎とともに、日本IBMを「世界の日本IBM」に育てあげた功労者の一人である。
1990年6月、IBM Corporation副社長に選任され、Entry System Technology担当役員なども歴任する。また、1991年12月、IBMとAppleの合弁会社KALEIDAの取締役に就任する。1993年7月、IBM Corporationが全世界に向けて次世代パーソナルシステムの開発と販売を行うために設立したPower Personal Systems社の社長に就任し、PowerPCの開発と普及に務める。この頃、Apple Computerを買収し、当時不振であったIBMのパソコン部門と統合して新会社を設立する構想が持ち上がり、三井もAppleとの買収交渉に加わり、当時AppleのCEO ジョン・スカリーとの交渉を重ねたが、結果的には買収金額が折り合わず実現しなかった。
1995年7月、IBM Corporationから退社する。

### 技術系投資ファンドにて
1996年2月、米セガソフト会長となり、その傍ら1997年10月、シリコン・バレーにおいて、IT分野にフォーカスしたベンチャー・キャピタルである「イグナイト・グループ」を設立し、1998年4月、同社の最高経営責任者（CEO）に就任。2000年3月には、同社の日本法人として「イグナイト・ジャパン」を設立し会長に就任する。2000年6月、リコーの社外取締役に選任され、2006年6月まで務めている。
2015年7月14日、慶應義塾大学病院において急性呼吸窮迫症候群のため死去。

## エピソード
- 三井のIT技術に対する見識の高さはIBM Corporation（米国IBM）においても広く知られており、三井がIBM Corporation副社長であった時、IBM Corporationの社内誌「THINK」1991年第4号において三井を特集した記事が掲載され、その中で、“Nobuo Mii is fluent in three languages － Japanese, English, and technology. （三井信雄は3つの言語を流暢に話す－日本語、英語、そしてテクノロジーだ。）”と評されている。
- IBM Corporationに対しても、その確かな見識から歯に衣着せぬ物言いをしたことから、「Notorious Mii（悪名高き三井）」と畏怖された。日本の高度経済成長期の通商産業省（現在の経済産業省）を海外側から罵る視点からの用語である「Notorious MITI（悪名高き通産省）」のパロディであり、"notorious" という表現は本来は人に対して使う場合はかなりキツいニュアンスのある語なので注意。

## 著書・参考文献
- 三井信雄『見えない国 見えないルール』ダイヤモンド社、1998年。ISBN 978-4478330715。

## 参照項目
- NHK、NHK放送技術研究所
- IBM、SNA、ボブ・エバンズ
- 日本IBM、日本IBM大和事業所、ThinkPad、椎名武雄、本林理郎
- イグナイト・グループ、イグナイト・ジャパン